# Alekseï Proudnikov
Alekseï Pavlovitch Proudnikov (en russe : Алексей Павлович Прудников) est un footballeur soviétique puis russe né le 20 mars 1960. Il était gardien de but.  
Il remporte la médaille d'or aux JO de 1988.

## Biographie

### Début de carrière
Alekseï a commencé sa carrière sportive dans le domaine du ski. Il participa au tournoi de Kuybishev de Moscou. Cependant, étant plus attiré par le football, il a été accepté à l'école des Bogatr Rouge par le biais de connaissances. À 15 ans, l'année suivante, il s'est inscrit à l'école du Spartak de Mikhail Ogonkov. Il y est entré grâce à ses bonnes recommandations lorsque le Spartak recherchait un gardien de but.
Deux ans plus tard, en 1978, il est accepté dans le doublé du Spartak de Moscou. Entre 1979-1982, il n'a disputé que 17 matches, il était la doublure de Dasaev. Néanmoins, il est resté dans l'équipe car celle-ci avait besoin de lui.

### Carrière à l'international
- Championnat d'Europe de football espoirs 1980.
- Médaillé d'or aux Jeux olympiques d'été de 1988.
- Championnat d'Union soviétique de football 1979 et 1989.
- Vainqueur de la coupe d'Union soviétique de football 1984.

Il a terminé sa carrière de joueur au club sud-coréen Jeonbuk Hyundai Dinos, en tant que joueur-entraîneur,,.